# 波尔沃主教座堂

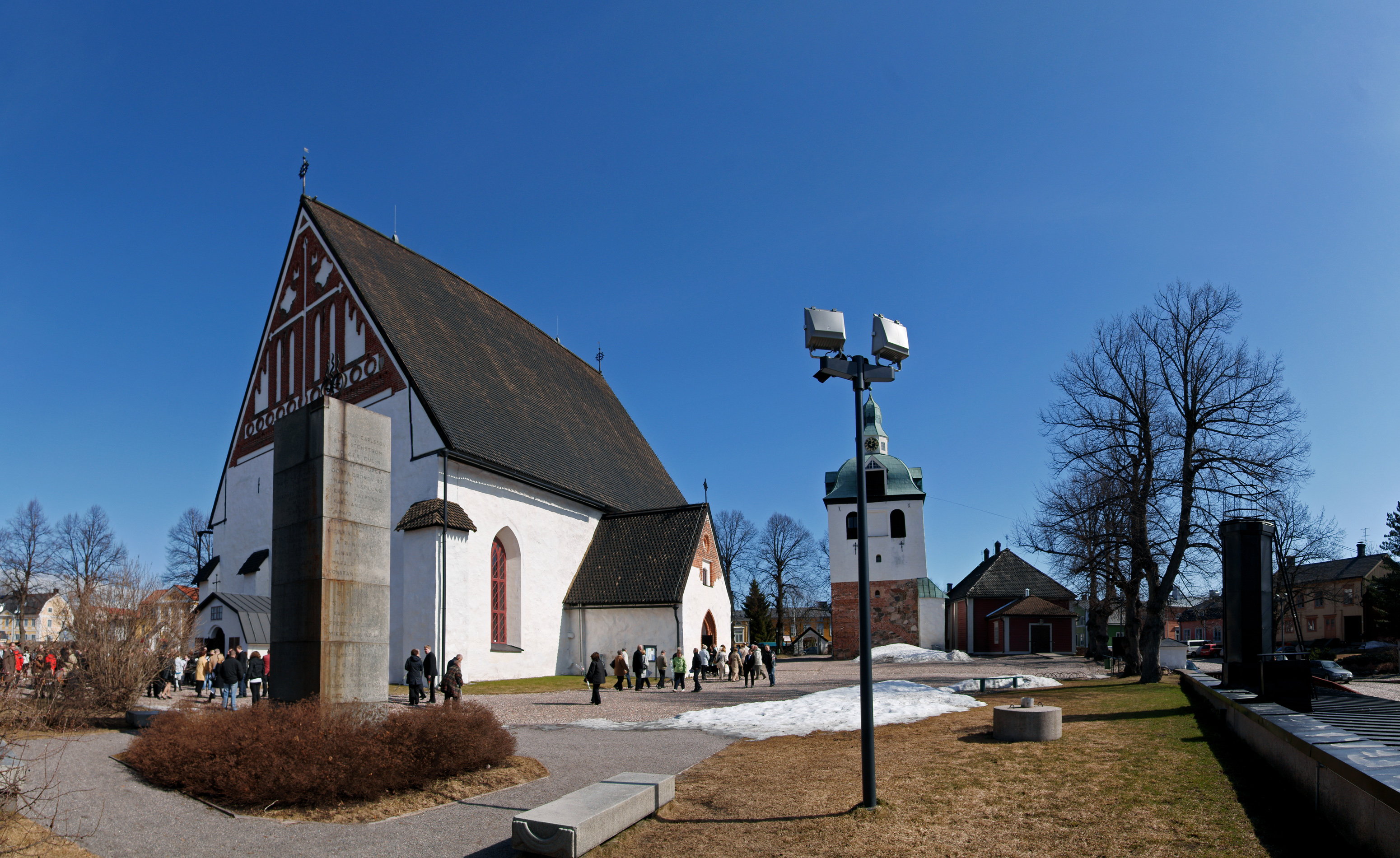
波尔沃主教座堂

波尔沃主教座堂（瑞典語：Borgå domkyrka）是芬兰福音信义会波尔沃教区主教座堂，其建筑风格为15世纪的晚期哥特式建筑。波尔沃教区为芬兰瑞典族人的教区。另外波尔沃芬兰族人的堂区也使用该教堂，因此该教堂也隶属于赫尔辛基教区。
教堂里除举办弥撒之外，也经常举办婚礼、洗礼、及葬礼。该教堂也是波尔沃最受欢迎的旅游景点。
对芬兰人来说波尔沃主教座堂在历史上占据重要地位。1809年在教堂里举办了波尔沃议会，当俄国沙皇亚历山大一世承诺保留芬兰原有的法律后，芬兰的四大阶级向沙皇效忠。
当1723年维堡教区迁至波尔沃时，该教堂升为主教座堂。整整两百年后的1923年当时的波尔沃教区迁往至坦佩雷，新的波尔沃教区则管辖芬兰沿海的瑞典语和双语区中瑞典语占多数的堂区。